# Никто не будет со мной играть
«Никто не будет со мной играть» (нем. Mit mir will keiner spielen) — короткометражный фильм режиссёра Вернера Херцога, снятый в 1976 году.

## Сюжет
Маленький Мартин испытывает проблемы в отношениях с другими детьми в детском саду. Им не нравится его внешний вид и потрёпанная одежда, поэтому никто не хочет с ним играть. С большими усилиями Мартин уговаривает Николь пойти к нему домой, где показывает своего питомца — говорящего ворона Макса и рассказывает о том, что его мама тяжело болеет и не может заботиться о нём. Мальчик и девочка начинают дружить. После того, как Николь открыто называет Мартина своим другом, тот дарит ей своего ворона. Николь убеждает остальных детей скинуться и купить Мартину двух морских свинок. Он становится полноправным членом детской компании.